# VK Mornar Split
VK Mornar Split ist ein kroatischer Wasserballverein aus der Stadt Split. Es ist einer von drei Vereinen aus Split, die in der ersten Liga spielen.

## Geschichte
Auch der Wasserballverein VK Mornar spielt in der ersten kroatischen Liga. Ebenso wie bei POŠK ist das Heimatbecken das Schwimmbad neben dem Poljud-Stadion in Split.

## Bekannte Spieler
- Zdeslav Vrdoljak

## Bekannte Trainer
- Dragan Matutinović

## Erfolge
- Europ. Pokalsieger Cup: 1987
- Meister (Jugoslawien): 1952, 1955, 1956, 1961